# Kulturbryggan
Kulturbryggan var en statlig kommitté i Sverige som 2010 till 30 september 2015 verkade med att utreda alternativa och kreativa sätt att säkerställa finansiering av kulturprojekt. De skulle samtidigt fördela 25 miljoner kronor årligen till nya kulturprojekt i en försöksverksamhet. Kommittén redovisade sitt slutbetänkande Att angöra en kulturbrygga SOU 2012:16 den 30 mars 2012, men försöksverksamheten förlängdes genom flera tilläggsdirektiv fram till den 30 september 2015.
Som ordförande för kommittén utsågs Bo-Erik Gyberg.

## Bakgrund
Fram till 2009 skedde viss finansiering av nyskapande kulturprojekt med medel från stiftelsen Framtidens kultur som tilldelades drygt 500 miljoner kronor vid avvecklingen och utskiftningen av Löntagarfonderna 1994. Med påfyllning från avkastningen delade Framtidens kultur ut cirka 900 miljoner under sin existens.
Regeringen Reinfeldt beslutade att inrätta Kulturbryggan för att utreda framtida finansiering samt att fördela 50 miljoner kronor i konstnärsstöd fördelat på två år 2011 och 2012. För att ta del av medlen var man som projektansökare tvungen att ordna privat medfinansiering till projektet. Kommittén hade som ambition att starta en kulturfond som samlade in medel från privata aktörer.
I sitt slutbetänkande Att angöra en kulturbrygga SOU 2012:16 föreslog kommittén att verksamheten skulle ombildas till en myndighet under 2013. I avvaktan på slutligt besked förlängdes kommitténs försöksverksamhet flera gånger fram till 31 december 2015, när regeringen vid ett sammanträde 19 mars 2015 beslutade att kommitténs uppdrag att driva bidragsverksamheten skulle upphöra 31 december 2015. Försöksverksamheten i Kulturbryggan skulle istället inordnas som ett beslutsorgan under Konstnärsnämnden.